# Étienne Le Moine
Pour les articles homonymes, voir Le Moine (homonymie).
Étienne Le Moine ou Le Moyne est un pasteur protestant, théologien et érudit français, né à Caen en octobre 1624, mort à Leyde le 3 avril 1689.

## Biographie
Le grand érudit et orientaliste Samuel Bochart fut pasteur à Caen à partir de 1624. Étienne Le Moine fréquenta l’Académie de Sedan où il fit sa théologie sous Pierre Du Moulin. Il s’inscrivit le 22 décembre 1644 à l’université de Leyde, où il s’appliqua à l’étude des langues orientales. Il était de retour en France en 1650 et y fut d’abord nommé pasteur à Geffosses. Peu de temps après, il fut appelé à exercer le ministère à Rouen, où il fut longtemps ministre. Zélé calviniste, religion dans laquelle il était né, il ne manquait aucune occasion d’augmenter le nombre de ses prosélytes et s’attira, à cette occasion, quelques ennuis. Il fut, entre autres, incarcéré quelques mois à la prison du bailliage, sur la fin de 1674, sous l’accusation d’avoir favorisé le passage en Angleterre de la fille d’un conseiller au Parlement de Normandie qui avait abjuré le protestantisme. Il faisait partie de la société savante de Rouen, qui se réunissait le jeudi dans la maison d’Émery Bigot.
Le Moine fut vice-président du synode provincial qui s’assembla à Caen le 10 juillet 1675, en présence du commissaire royal Jacques du Barguet, sieur du Bourg. Ayant reçu ensuite quelque chagrin parmi ses collègues et Coenraad van Beuningen (en) l’ayant sollicité, au nom des États de Hollande, de venir s’installer dans ce pays, il accepta ce parti. Il quitta définitivement la France en 1676, passant par Oxford pour y faire son doctorat, puis gagna Leyde, où il fut nommé professeur de théologie dans des conditions très avantageuses. Il y fit sa leçon inaugurale en 1677 et y passa le reste de sa vie.
Il était réputé pour sa très grande érudition, notamment dans le domaine des antiquités judéo-chrétiennes, et possédait à fond, non seulement le latin et le grec, mais encore plusieurs langues orientales. Pierre-Daniel Huet (natif comme lui de Caen, et disciple comme lui de Samuel Bochart) écrit que « c’était un très bon homme, plein de candeur, désintéressé, ennemi de la médisance, fidèle et officieux ami. » Henri Basnage de Beauval a composé un Éloge d’Étienne Le Moine.

## Publications
- Lettre de monsieur Le Moyne, docteur et professeur en théologie en l’académie de Leyden, à Louis du Moulin, docteur en médecine, avec la réponse.Échange épistolaire avec un fils de Pierre Du Moulin, publié par celui-ci en 1677 ; Louis du Moulin, installé en Angleterre, y était devenu protestant indépendant et avait publié en 1676 un ouvrage où il attaquait la discipline de l’Église réformée, ouvrage qui fit également l’objet d’une réplique de Pierre Jurieu.
- Varia sacra, seu Sylloge variorum opusculorum Græcorum ad rem ecclesiasticam spectantium. Cura et studio Stephani Le Moyne, qui collegit, versiones partim addidit, et notis et observationibus uberioribus illustravit, Leyde, 1685, puis 1694, 2 vol. in-4°.Principale publication de Le Moine, recueil de textes grecs chrétiens antiques et médiévaux, tirés des bibliothèques de Paris, Oxford et Leyde, avec des introductions et un appareil de notes fort ample ; au début, trois dissertations sur les écrits attribués à Polycarpe de Smyrne, Barnabé et Hippolyte de Rome ; un troisième volume, prévu, fut empêché par la mort de l’auteur.
- Dissertatio theologica ad locum Jeremiæ XXIII, 6, de Jehovah justitia nostra, Dordrecht, 1700.Ouvrage d’une remarquable érudition publié à titre posthume par les soins de Salomon van Til.
- Epistola de melanophoris, lettre insérée à la fin d’un livre de Gisbert Cuper, Harpocrates, Utrecht, 1687, et reproduite dans les Utriusque Thesauri antiquitatum Romanarum Græcarumque nova supplementa de Giovanni Poleni, Venise, 1737, 5 vol.Livre de Cuper consacré à une statuette d’Harpocrate appartenant au cabinet d’antiques de Johannes Smetius, à Nimègue, et à une inscription où il est question de prêtres égyptiens « mélanophores », c’est-à-dire habillés de noir ; réponse très érudite de Le Moine, consulté.
- Fragmentum ex libro De Universo sub Josephi nomine quondam a Davide Hoeschelio editum, cum versione Stephani Le Moyne, inséré dans l’édition partielle de Flavius Josèphe, préparée par Edward Bernard (en), publiée à Oxford en 1700.Le Moine projetait une édition de Flavius Josèphe, mais il y renonça quand il apprit que Bernard y travaillait à Oxford.

Il existe également des pièces inédites d’Étienne Le Moine dans les Recueils Conrart : Éclaircissements sur quelques passages du Pentateuque et Histoire de Cyrille, patriarche de Constantinople dans le tome XIV, et une lettre à Samuel Bochart, écrite en 1661, sur un passage d’un commentaire des Psaumes faussement attribué à saint Remi, cité par le jésuite Jean-Baptiste La Barre, dans le tome XVII.

## Sources
- Louis Moréri, Supplément au grand dictionaire historique généalogique, géographique, &c., t. 2d, Paris, Jacques Vincent ; Jean-Baptiste Coignard ; Pierre-Gilles Lemercier ; Jean-Thomas Hérissant, 1735, 550 p. (lire en ligne), p. 80.
- Jean-Pierre Niceron, Mémoires pour servir à l’histoire des hommes illustres dans la République des Lettres : avec un catalogue raisonné de leurs ouvrages, t. XIII, Paris, Briasson, 1731, 421 p. (lire en ligne), p. 79.